# Cystoseira bosphorica
Espèce
Cystoseira bosphorica est une espèce d’algues brunes de la famille des Sargassaceae.

## Distribution
Son aire de distribution s'étend entre les côtes de la mer Noire et celles de la mer de Marmara.

## Nomenclature
Cystoseira bosphorica a pour synonyme homotypique :
- Cystoseira crinita f. bosphorica (Sauv.) A.D.Zinova & Kalugina, 1974[2]

## Description
Cette espèce est marineAlgaeBase (ref).

## Systématique
Le nom correct complet (avec auteur) de ce taxon est Cystoseira bosphorica (Sauvageau) D.Serio & G.Furnari, 2021.

## Publication originale
- Serio, D. & Furnari, G. (2021). Ericaria giacconei sp. nov. (Sargassaceae, Fucophyceae), the species to which the invalidly published Cystoseira hyblaea Giaccone should be referred. Cryptogamie, Algologie 42(10): 141-151, 5 figures. (PDF)